# فييس
فييس (بريشيان فايس)؛ هي إحدى مدن مقاطعة بريشيا، لومباردي، شمال إيطاليا. تحدها بلديات أخرى مثل أسولا وكاسالرومانو وجامبارا وريميديلو وفولونجو.